# Katrina Jade
Katrina Jade, née le 30 juin 1991  en Californie (États-Unis), est une actrice pornographique américaine. Elle a reçu trois AVN Awards et deux XBIZ Awards, dont celui de performeuse de l'année en 2017.

## Biographie
Katrina Jade grandit dans la région du désert des Mojaves, dans le sud de la Californie,. Elle a des origines amérindiennes, allemandes, néerlandaises, hawaïennes, italiennes et irlandaises.
Elle travaille d'abord comme vendeuse chez Circuit City, puis comme coiffeuse et manucure, avant de commencer sa carrière d'actrice pornographique à Los Angeles,. Son mari, le photographe Nigel Dictator, l'encourage dans cette voie et l'aide à choisir son nom de scène,.
Katrina Jade fait son entrée dans l'industrie du X en 2014 en tournant une demi-douzaine de scènes de fétichisme, de domination féminine et de BDSM pour le studio Kink.com. Sa première scène est jouée aux côtés d'Ariel X dans la web-série Electro Sluts. En plus de ses scènes fétichistes, elle tourne des scènes softcore, hardcore, gonzo et en vue subjective, notamment pour les studios Jules Jordan Video, Reality Kings, Brazzers, Elegant Angel, Digital Playground, Naughty America, Twistys, BangBros et Wicked Pictures. Tout au long de sa carrière, Jade apparaît dans des scènes aussi bien hétérosexuelles que lesbiennes.
En 2015, Katrina Jade joue le rôle d'une échangiste dans le film parodique This Ain't Modern Family XXX (de) en 2015,, avant d'endosser le rôle Mercy Graves (en) dans les parodies Supergirl XXX – An Axel Braun Parody (de) en 2016 et Justice League XXX: An Axel Braun Parody (de) en 2017.
En 2017, Katrina Jade décroche le XBIZ Award de la performeuse de l'année, l'AVN Award de la meilleure scène de sexe en groupe pour le film Orgy Masters 8, ainsi que le XBIZ Award de la meilleure scène de sexe dans un film en couple pour son rôle dans The Switch aux côtés de Xander Corvus.
De juillet 2017 à mars 2019, Jade est la première actrice à exercer sous contrat exclusif du studio Evil Angel, pour lequel elle tourne des scènes anales, dont le film I Am Katrina. Son rôle aux côtés de Kissa Sins dans ce film lui rapporte l'AVN Award de la meilleure scène de sexe lesbien en 2018.
En 2020, Katrina Jade remporte l'AVN Award de la meilleure scène de sexe lesbien en groupe pour I Am Riley avec Riley Reid et Angela White.
En juin 2020, elle compte plus de 450 films à son actif.
Jade porte des piercings et plusieurs tatouages,.

## Filmographie (sélection)
- 2014 : Whipped Ass (web-série)
- 2014 : Big Bodacious Knockers 11
- 2014 : American Whore Story
- 2014 : Subby Girls 1
- 2014 : I Like Black Boys 13
- 2014 : Beautiful Tits
- 2014 : Big Tit Cream Pie 30
- 2014 : Cuckold Honeymoon 6
- 2015 : Magic Mike XXXL: A Hardcore Parody
- 2015 : Big Wet Breasts Vol.2
- 2015 : Strap Some Boyz 5
- 2015 : Big Wet Interracial Tits 1
- 2015 : Sinners Ball
- 2015 : Axel Braun’s Farmer Girls
- 2015 : Axel Braun’s Inked
- 2015: Black Cock Justice
- 2015 : Massage School Dropouts
- 2015 : Lex's Breast Fest
- 2015 : Manuel's Fucking POV 3
- 2015 : James Deen’s Big Boob Massage Movie 2
- 2015 : Oral Angels
- 2015 : Subby Girls Volume 2: Here Kitty Kitty
- 2015 : Take The Condom Off 1
- 2015 : This Ain’t Modern Family XXX
- 2015 : Twisted Fantasies 2: Dark Desires
- 2015 : Platinum Pussy (II)
- 2016 : Dark Secrets
- 2016 : Supergirl XXX – An Axel Braun Parody
- 2016 : Big Wet Interracial Tits
- 2016 : Internal Damnation 11
- 2016 : Orgy Masters 8
- 2016 : Cum on my Tattoo 5
- 2016 : Deviant Lesbians
- 2016 : Lesbian Stepsisters Volume 4
- 2016 : Dominance & Submission
- 2016 : The Switch
- 2016 : Aidra Fox Is Slutwoman
- 2016 : Getyourkneesdirty: Katrina Jade
- 2016 : Getyourkneesdirty: Noelle Easton, Katrina Jade, Luna Star
- 2016 : Girl On Girl Oil Wrestling
- 2016 : Girls of Bang Bros 55: Katrina Jade
- 2016 : The Sins Life
- 2017 : Very Adult Wednesday Addams 2
- 2017 : Axel Braun's Busted
- 2017 : Power Bangers: A XXX Parody (web-série, 3 épisodes)
- 2017 : Cheating With The Nanny
- 2017 : Dirty Cinderella Story
- 2017 : Sacrosanct
- 2017 : Brett Rossi's Schoolgirl Massacre
- 2017 : My Killer Girlfriend
- 2017 : Justice League XXX: An Axel Braun Parody
- 2017 : I Am Katrina
- 2018 : No More Fairy Tales
- 2018 : Katrina Jade: Addicted to Black
- 2018 : Brazzers House 3 (web-série, 6 épisodes)
- 2018 : I Know Who You Fucked Last Halloween
- 2018 : Tonight's Girlfriend 76
- 2018 : Showcases Chapter 1
- 2019 : Katrina’s Private Party
- 2019 : Black & White 16

## Récompenses et nominations
| Année | Cérémonie    | Résultat   | Catégorie                                           | Œuvre nommée                         |
| ----- | ------------ | ---------- | --------------------------------------------------- | ------------------------------------ |
| 2016  | XRCO Awards, | Nomination | Nouvelle starlette                                  | NC                                   |
| 2016  | AVN Awards,  | Nomination | Meilleure nouvelle starlette                        | NC                                   |
| 2016  | AVN Awards,  | Nomination | Meilleure scène de sexe lesbien en groupe           | Massage School Dropouts              |
| 2016  | AVN Awards,  | Nomination | Meilleure scène de triolisme homme/femme/homme      | Magic Mike XXXL                      |
| 2016  | XBIZ Awards, | Nomination | Meilleure nouvelle starlette                        | NC                                   |
| 2016  | XBIZ Awards, | Nomination | Meilleure scène de sexe dans un film parodique      | Magic Mike XXXL                      |
| 2017  | AVN Awards,  | Nomination | Performeuse de l'année                              | NC                                   |
| 2017  | AVN Awards,  | Nomination | Meilleure scène de sexe garçon/fille                | Big Wet Interracial Tits             |
| 2017  | AVN Awards,  | Lauréat    | Meilleure scène de sexe en groupe                   | Orgy Masters 8                       |
| 2017  | AVN Awards,  | Nomination | Meilleure scène de triolisme homme/femme/homme      | Cum on My Tattoo 5                   |
| 2017  | AVN Awards,  | Nomination | Meilleure scène de triolisme femme/homme/femme      | Aidra Fox Is Slutwoman               |
| 2017  | XBIZ Awards  | Lauréat    | Performeuse de l'année                              | NC                                   |
| 2017  | XBIZ Awards  | Lauréat    | Meilleure scène de sexe dans un film en couple      | The Switch                           |
| 2017  | XBIZ Awards  | Nomination | Meilleure scène de sexe dans un film « 100 % sexe » | Sex Footage: Natural Slut            |
| 2017  | XRCO Awards, | Nomination | Superslut                                           | NC                                   |
| 2018  | AVN Awards,  | Nomination | Performeuse de l'année                              | NC                                   |
| 2018  | AVN Awards,  | Nomination | Meilleure scène de sexe en groupe                   | Power Bangers: A Brazzers XXX Parody |
| 2018  | AVN Awards,  | Lauréat    | Meilleure scène de sexe lesbien                     | I Am Katrina                         |
| 2018  | AVN Awards,  | Nomination | Meilleure scène de sexe lesbien en groupe           | Villain                              |
| 2018  | AVN Awards,  | Nomination | Meilleure scène de sexe garçon/fille                | Exposed                              |
| 2018  | AVN Awards,  | Nomination | Meilleure scène de triolisme homme/femme/homme      | Sacrosanct                           |
| 2018  | AVN Awards,  | Nomination | Meilleure scène de triolisme femme/homme/femme      | Sins Life: Sex Tour                  |
| 2018  | AVN Awards,  | Nomination | Meilleure scène de sexe transexuel                  | I Am Katrina                         |
| 2018  | XRCO Awards, | Nomination | Performeuse de l'année                              | NC                                   |
| 2018  | XRCO Awards, | Nomination | Superslut                                           | NC                                   |
| 2018  | XBIZ Awards, | Nomination | Performeuse de l'année                              | NC                                   |
| 2018  | XBIZ Awards, | Nomination | Meilleure scène de sexe dans un film vignette       | Sacrosanct                           |
| 2019  | AVN Awards,  | Nomination | Performeuse de l'année                              | NC                                   |
| 2019  | AVN Awards,  | Nomination | Meilleure scène de sexe anal                        | Jessy's Girls                        |
| 2019  | AVN Awards,  | Nomination | Meilleure scène de sexe en groupe                   | Fuck Club                            |
| 2019  | AVN Awards,  | Nomination | Meilleure scène de sexe lesbien en groupe           | Talk Derby to Me                     |
| 2019  | AVN Awards,  | Nomination | Meilleure scène de sexe oral                        | Katrina Jade: Addicted to Black      |
| 2019  | AVN Awards,  | Nomination | Meilleure scène de sexe transexuel                  | The Trans X-Perience 7               |
| 2019  | AVN Awards,  | Nomination | Meilleure scène de triolisme homme/femme/homme      | Katrina Jade: Addicted to Black      |
| 2019  | XBIZ Awards, | Nomination | Performeuse de l'année                              | NC                                   |
| 2019  | XBIZ Awards, | Nomination | Meilleure scène de sexe dans un film lesbien        | The Coven Wives                      |
| 2020  | AVN Awards,  | Lauréat    | Meilleure scène de sexe lesbien en groupe           | I Am Riley                           |
| 2020  | AVN Awards,  | Nomination | Meilleure scène de sexe transexuel en groupe        | Sex Cult                             |
| 2020  | AVN Awards,  | Nomination | Meilleure scène de triolisme homme/femme/homme      | Wife Wants It Black                  |
| 2020  | XBIZ Awards  | Nomination | Performeuse de l'année                              | NC                                   |
| 2020  | XBIZ Awards  | Nomination | Meilleure scène de sexe dans un film lesbien        | I Am Riley                           |
| 2020  | XBIZ Awards  | Nomination | Meilleure scène de sexe dans un film tabou          | In Vivo                              |